# Halcyornithidae
Halcyornithidae — родина викопних птахів, що можливо належить до ряду Папугоподібні (Psittaciformes). Родина існувала в еоцені (55-48 млн років тому). Скам'янілі рештки знайдені у формації Грін Рівер на території Північної Америки та у формації Лондон Клей у Великій Британії.

## Класифікація
- Cyrilavis
- Halcyornis
- Pulchrapollia